# Curufin
En El Silmarillion, Curufin es el quinto de los hijos de Fëanor, nacido en Valinor durante los años de buenaventuranza de los árboles.
Normalmente se habla de Curufin en pareja con su hermano Celegorm, crueles entre los hijos de Fëanor. 
Curufin significa realmente Curufinwë en el idioma quenya, que es el verdadero nombre de su padre Fëanor, significa «habilidoso Finwë». Su nombre materno era Atarinkë, que significaba «pequeño padre», porque de todos los hijos de Fëanor era el más parecido a este, tanto en su apariencia como en su carácter 
Curufin es conocido por ser el padre de Celebrimbor, uno de los creadores (quizá el principal) de los Anillos de Poder.
Se juramentó junto con su padre y sus otros hermanos seguir a Melkor a la Tierra Media para destruirlo y recuperar los Silmarils. 

La estrella de la casa de Fëanor

En Beleriand estableció su reino en la zona de Himring, Himlad («planicie fría»), junto a su hermano Celegorm. juntos fortificaron el Paso de Aglon, y las tierras de Himlad al sur, entre el Río Aros que nacía en Dorthonion y su afluente el Celon, que venía de Himring. 
En la Dagor-nuin-Giliath, la tropa de Celegorm y Curufin atacó y diezmó las tropas orcas de Melkor en el Marjal de Serech. 
Retuvo a Eöl cuando este fue en busca de Maeglin y Aredhel, puesto que sabía que el Elfo Oscuro asesinaría a su mujer y a su hijo.
Fue derrotado en la Dagor Bragollach, y debió huir a Nargothrond junto con su hermano Celegorm.
A la llegada de Beren se confabuló en contra de Finrod por el apoyo que este daba a Beren, dado su Juramento de Protección a Barahir y a sus descendientes. Poco tiempo después, junto a Celegorm detienen a Lúthien, con el fin de obligar a Thingol a casarla con Celegorm y de esa manera tener más poder; porque no tenían la intención de recuperar los Silmarils ni permitir que nadie más lo hiciese, mientras no dominaran todos los reinos élficos.
Cuando los elfos liberados de la Isla de los Licántropos, por Lúthien y Huan, retornaron a Nargothrond comenzaron a hablar de la valentía y el amor del rey muerto por Sauron, los demás habitantes de la fortaleza se dieron cuenta de que lo que guiaba a Curufin era la traición, fueron aborrecidos y Orodreth recuperó el poder y la confianza; sin embargo no los mandó a matar ya que no quería que corriera más sangre entre hermanos, por ello marchó al exilió junto a su hermano Celegorm a los dominios de sus otros hermanos y nadie quiso acompañarlo, ni siquiera Celebrimbor, su propio hijo.
En el camino a la fortaleza de Himring, en donde esperaba encontrarse con Maedhros, halló a Beren y a Lúthien que se dirigían a Doriath e intento raptarla de nuevo. Beren, viendo esta maniobra saltó al caballo de Curufin y se trabó en lucha con él; lo venció y no lo mató porque Lúthien se lo impidió. Y Curufin montó sobre el caballo de Celegorm, puesto que Beren le quitó el suyo; y antes de marcharse le arrojó dos flechas a Tinúviel: una fue atrapada en el aire por Huan y la otra impactó sobre Beren porque este se cruzó delante de Ella, hiriéndolo en el pecho. Luego huyó desesperadamente, siendo perseguido por Huan. 
- Datos: Q1982793

Dado el odio a Thingol y el hecho de que este poseyera un Silmaril, Curufin juró abiertamente dar muerte a Thingol. Abandonó su vida errante cuando, luego de la muerte del rey de Doriath el Silmaril pasó a manos de su nieto Dior Eluchíl; y enterado de esto Celegorm reunió a sus hermanos y fueron a Menegroth dispuestos a recuperarlo; en la segunda batalla entre Elfos murió Curufin.